# Экономический магазин
«Экономический магазин», или Собрание всяких экономических известий, опытов, открытий, примечаний, наставлений, записок и советов, относящихся до земледелия, скотоводства, до садов и огородов, до лугов, лесов, прудов, разных продуктов, до деревенских строений, домашних лекарств, врачебных трав и до других всяких нужных и небесполезных городским и деревенским жителям вещей. В пользу российских домостроителей и других любопытных людей образом журнала издаваемый — российский сельскохозяйственный журнал, выходивший в 1780—1789 гг. в Москве. Журнал выходил в виде приложения к газете «Московские ведомости»; за 10 лет издания вышло 40 выпусков.

## История
По предложению издателя Н. И. Новикова, заметившего интерес читающей аудитории к сельскохозяйственной тематике, с 1780 г. было решено издавать «листки» по агрономии в виде приложения к каждому номеру «Московских ведомостей». Издание листков поручено А. Т. Болотову, имевшему опыт издания сельскохозяйственного журнала. С 1780 по 1790 г. подготовленные Болотовым статьи составили 40 томов, по 26 номеров в каждом. В издании А. Т. Болотову помогал его малолетний сын П. А. Болотов, переписывавший статьи набело и составлявший алфавитный указатель к каждой части.
В конце 1781 г. Болотов собирался прекратить выпуск листков, т.к его попрекал писанием его начальник, управляющий тульскими и московскими имениями короны князь Сергей Сергеевич Гагарин. В книге "Жизнь и приключения Андрея Болотова, описанные самим им для своих потомков" Болотов так описывает этот момент :

«... желая уже скорее от сего многотрудного дела отвязаться и свалить с себя сие тяжкое бремя, ибо надобно знать, что как при помянутых передрягах, князь меня то и дело попрекал многим моим писанием, о котором ему, видно, было пересказано, то сие так меня тогда огорчило, что я, при случае писания в самое сие смутное время к Новикову письма, между прочим, с досады написал ему, что я впредь и на будущий год журнала своего продолжать не располагаюсь, и чтоб он знал о том предварительно и объявил бы то, как знал, публике.

Но Новиков переубедил Болотова и издание было продолжено:

 — «Да на что ты отказался от продолжения твоего прекрасного журнала? Вся публика тем крайне недовольна! Ты не поверишь, как она его полюбила, как тобою была довольна и как о том жалеет, что ты отказался от продолжения оного.
— Что, братец, обстоятельства меня к тому принудили! сказал я и потом рассказал ему отчасти о сумасбродствах князя и о его частых меня попреканиях и произведенной тем досаде.
— «Ах, братец! сказал Новиков, сие услышав. Расхаркал бы и наплевал ты на все это, и на самого сего сумасбродного твоего князя! Полезность самого дела и всеобщее одобрение публики несравненно того дороже. И ежели это только тому причиною, то плюнь, пожалуйста, на все это и презри, и подумай–ка, пожалуйста, не можно ли нам возобновить и продолжить далее сие дело, взявшее ход такой хороший?»
— Но где ж? сказал я, и как это можно? и когда успевать, хотя бы, например, и согласиться на это? Новой год у нас уже не за горами, и когда успевать сочинять и печатать? К тому ж, у меня ничего готового к тому нету да и книг никаких я с собою не взял.
— «Ох, братец! подумай–ка, пожалуйста, нельзя ли как–нибудь и не успеешь ли сперва хоть один лист на первый случай написать? Намахать тебе его недолго, а что касается до меня, то за мною дело не станет. Мы успеем еще перевернуться к тому времени. Один лист печатать недолго. Вмиг мы его наберем и напечатаем, а успел бы только ты нам его написать; а сверх того есть у меня несколько пьесок, оставшихся и от нынешнего года, так поместим и их тут же. А книги, какие надобны к тому, бери себе у меня, все, какие есть у меня, к твоим услугам! Пожалуйста, подумай!»
— Бог знает, батюшка! (сказал я задумавшись), могу ли я успеть? Время–то уже слишком коротко, и здесь до того ли заезжему человеку, чтоб заниматься писанием?
— «Но, как–нибудь! пожалуйста, братец! (повторил он), а чтоб труды и хлопоты твои сколько–нибудь усладить, то вот прибавляю вам с моей стороны еще 50 рублей к цене прежней и пусть будет уже ровно 500 рублей, которые вы получите».
— Хорошо! (сказал я, несколько опять подумав), быть так! потрудиться, так потрудиться!…. Но с публикою как же мы сделаемся. Она уже знает, что я более не хотел издавать?
— «О, это не ваше, а мое уже дело! (подхватил Новиков). С публикою можете вы в первом листе оговориться; а чтобы скорее о будущем продолжении оного узнали, так мы сегодня же успеем еще напечатать о том особое объявление и приложить оное к завтрашним газетам, так дело и будет в шляпе; а сверх того я иначе о распубликовании о том постараюсь. Это уже мое дело, а вы поспешите только материю для первых листов сочинить как можно скорее».

В 1786—1788 гг. первые восемь частей журнала были выпущены вторым изданием.
В 1789 году Болотов решает прекратить выпуск журнала. Вот как он описывает свои мысли по-поводу прекращения выпуска журнала:

Продолжавшееся сряду девять лет до того издавания моего "Экономического Магазина" начинало мне уже гораздо прискучивать и обращаться некоторым образом в отягощение. А как присовокуплялось к тому и то, что я за многие труды, употребляемые на сочинение оного, вознаграждаем был слишком мало и, кроме небольшого прибытка, получаемого от Новикова, никакой другой пользы от того не имел (а и сей небольшой прибыток, по случаю запутанности дел Новикова, становился неверным и ненадежным), то начинал я уже располагаться в мыслях журнал сей, с окончанием текущего тогда десятого года, кончить.

Всю последующую за сим неделю занимался я более писанием своего "Экономического Магазина" и успел сочинить столько, что оставалось уже немного дописывать. И как оный мне и гораздо уже понаскучил, то 20 числа сего месяца (сентября – прим.) и решился я отписать в Москву, что я далее нынешнего года продолжать его не буду.

Последующий за сим день (16 октября – прим.) достопамятен был тем, что я в оный окончил десятилетний мой труд, а именно: сочинение своего "Экономического магазина", отягощавшего меня многими трудами, но не принесшего мне никакой дальней пользы, кроме того, что сделало имя мое во всем государстве известным и славным. Но и от сего польза для меня была очень не велика, и мне опытность толь многих лет доказала, что публика наша наполнена была еще невежеством и не умела, и не привыкла еще ценить труды людей, и отечество совсем было неблагодарное, а лучшею наградою за весь подъятый толь великий труд было для меня собственное сознание, что я трудился не в пустом, а в полезном и таком деле, которое некогда не только сынам нашим и внукам, но и правнукам и дальнейшим потомкам обратится в пользу, и что я, с своей стороны, был полезным для своего отечества. Наконец, и та мысль меня утешала, что как не было до меня, так едва ль и после меня будет другой человек, который бы один и без всякой посторонней помощи мог целых десять лет сряду издавать журнал такой огромности и изготовлять материи в каждую неделю на два листа печатных и с такою исправностию, что никогда не было ни малейшей остановки.

## Содержание
«Экономический магазин» пользовался большим успехом у читателей. В журнале публиковались практические советы по ведению хозяйства (в виде кратких статей). Среди заголовков в частности: «О спайке стекла»; «О способе делать лен лучшим к пряже»; «О возобновлении старых яблоней», «О посеве грибов»; «О лекарстве от горла» (ч. 1).
Статьи в журнале печатались без подписи. Основными авторами были А. Т. Болотов и П. А. Болотов. В журнале также принимали участие В. А. Левшин, И. П. Щербатов, М. Бороздин и др.. Корреспонденты скрывали свои фамилии под вымышленными именами.